# ستيفان جامويي
ستيفان جامويي مواليد 5 أكتوبر 1989 في فيزيه، بلجيكا، هو ملاكم محترف بلجيكي يصنف ضمن فئة وزن الديك بدأ مسيرته الاحترافية سنة 2007 حيث انتصر في نزاله الأول.

## المسيرة الاحترافية
من نزالاته:
- خسر أمام سكوت كويج بالضربة الفنية القاضية (13-09-2014).
- خسر أمام شينسوكي ياماناكا بالضربة الفنية القاضية (23-04-2014).
- انتصر على أشلي سيكستون بالضربة الفنية القاضية (09-03-2013).
- انتصر على لي هاسكينز بالضربة الفنية القاضية (14-12-2012).
- خسر أمام ليو سانتا كروز بالضربة القاضية (26-03-2011).
- خسر أمام جيمي ماكدونيل (22-01-2011).
- خسر أمام توموكي كاميدا (28-08-2010).
- انتصر على بونجلوانج سور سنجيو (09-05-2009).

## إحصائيات
خاض خلال مسيرته 37 نزالا، فاز في 30 ولم يتعادل وخسر في 7. فاز بالضربة القاضية في 16 نزالا.

## روابط خارجية
- ستيفان جامويي على موقع بوكس ريك (الإنجليزية) (registration required)